# 門脇未來
門脇未來（日语：／ Kadowaki Miku），日本女性動畫師、人物設計師。京都動畫（Animation Do事業部門）所屬。

## 來歷
2007年的《幸運☆星》第一次負責原畫工作。此後，2009年，她在《涼宮春日的憂鬱 (2009版)》（第17話）第一次擔任作畫監督。
2013年的《境界的彼方》第一次擔任人物設定。

## 參加作品

### 電視動畫
2007年
- 幸運☆星（原畫、動畫）
- CLANNAD（—2008年，原畫）

2008年
- CLANNAD ～AFTER STORY～（—2009年，原畫、OP原畫）

2009年
- K-ON！輕音部（作畫監督補佐、原畫、OP原畫）
- 涼宮春日的憂鬱 (2009年版)（作畫監督、原畫）

2010年
- K-ON!! 輕音部（作畫監督、原畫、OP1原畫、OP2原畫）

2011年
- 日常（作畫監督、作畫監督補佐、原畫、OP1原畫、OP2原畫）

2012年
- 冰（作畫監督、原畫、OP2原畫）
- 中二病也想談戀愛！（作畫監督、作畫監督補佐、原畫）

2013年
- 玉子市場（作畫監督補佐、原畫）
- 境界的彼方（人物設定、總作畫監督、作畫監督、原畫、OP作畫監督&原畫、ED作畫監督）

2014年
- 中二病也想談戀愛！戀（作畫監督）
- Free！ -Eternal Summer-（作畫監督、作畫監督補佐）
- 甘城輝煌樂園救世主（人物設定[2]）

2015年
- 吹響吧！上低音號（作畫監督補佐、原畫）

2016年
- 無彩限的幻影世界（作畫監督、作畫監督補佐）
- 吹響吧！上低音號2（作畫監督）

2017年
- 小林家的龍女僕（人物設定[3]、作畫監督、OP作畫監督、ED作畫監督）

2018年
- 紫羅蘭永恆花園（作畫監督）
- Free！ -Dive to the Future-（作畫監督、OP原畫、ED原畫）
- 弦音 -風舞高中弓道部-（—2019年，人物設定[4]、作畫監督）

2021年
- 小林家的龍女僕S（人物設定[5]）

2023年
- 弦音 -相繫的一射-（人物設定[6]）

2024年
- 吹響吧！上低音號3（作畫監督)

### 電影動畫
2010年
- 涼宮春日的消失（作畫監督、原畫）

2011年
- 劇場版 K-ON！輕音部（作畫監督、原畫）

2015年
- 劇場版 境界的彼方 -I'LL BE HERE-（人物設定）

2016年
- 劇場版 吹響吧！上低音號 ～歡迎加入北宇治高中管樂團～（作畫監督補佐）
- 劇場版 聲之形（作畫監督）

2019年
- 紫羅蘭永恆花園外傳：永遠與自動手記人偶（首席作畫監督、原畫）

2022年
- 劇場版 弦音 -起始的一射-（人物設定）

2025年
- 小林家的龍女僕：害怕寂寞的龍（人物設定、總作畫監督[7]）

### OVA、短篇
2008年
- 幸運☆星OVA 原創等視覺與動畫（原畫）

2012年
- 京都動畫廣告「傘篇」（原畫）

2013年
- 境界的彼方 偶像裁判！ ～即使迷茫也要裁决之人～（ED作畫監督）

### 插圖
- 晚霞燈塔的秘密（2011年，〈KA Esuma文庫〉）